# Pachycheles bellus
Pachycheles bellus is een tienpotigensoort uit de familie van de Porcellanidae. De wetenschappelijke naam van de soort is voor het eerst geldig gepubliceerd in 1887 door Osorio.